# Prendeteci se potete
Prendeteci se potete (Catch Us If You Can) è un film del 1965 diretto da John Boorman.
Si tratta del primo lungometraggio del regista, che nelle intenzioni della produzione avrebbe dovuto costituire un trampolino di lancio del gruppo pop The Dave Clark Five, che a quel tempo rivaleggiava con i Beatles.
A differenza dei Beatles che hanno interpretato se stessi nella pellicola Aiuto!, il gruppo dei The Dave Clark Five non interpretò se stesso nella pellicola, recitando invece la parte di un gruppo di stuntmen capitanati dal saturnino Steve (interpretato da Dave Clark). In precedenza lo stesso Clark aveva lavorato con stuntman in diverse pellicole guadagnando così una certa esperienza di cui fece tesoro per rendere il più realistico possibile il suo ruolo nel film.

## Trama
Durante le riprese di uno spot pubblicitario nella zona londinese di Smithfields Market, Steve, stanco del suo lavoro, fugge con una Jaguar E-type rubata ad un membro dello stage, insieme alla giovane attrice e modella Dinah (Barbara Ferris). Vagabondando in una Inghilterra meridionale in piena stagione invernale i due si dirigono verso un'isola lungo la costa del Devon che Dinah sogna di comprare per sfuggire alla sua celebrità di ragazza pubblicità. Questo atto di ribellione viene osteggiato dal direttore esecutivo della campagna pubblicitaria, Leon Zissell, che incarica due dei suoi scagnozzi di inseguire i due fuggitivi.
Lungo il loro tragitto Steve e Dinah incontrano prima un gruppo di hippy che vivono in alcune baracche lungo la Salisbury Plain, e poi una coppia di attempati coniugi infelici (interpretati dal duo Yootha Joyce e Robin Bailey) che vivono nel ricco hinterland di Bath. Mentre sono in viaggio Steve decide di fare visita ad un suo vecchio amico di gioventù, Louie (David Lodge), che abita nel Devon.
Inseguiti dalla polizia e dagli scagnozzi di Zissell, i due si nascondono ad un party in maschera presso le terme di Bath, e riescono a fuggire verso il Devon, ma l'incontro di Steve con il suo amico Louie è molto deludente in quanto quest'ultimo non riconosce il suo amico di vecchia data. Anche l'arrivo nell'isola sarà per Dinah una delusione poiché non è un luogo solitario e tranquillo come lei  immaginava e, ironia della sorte, troverà sull'isola il cinico Zissell ad aspettarla.